# Hadjdjadj ibn Jusuf

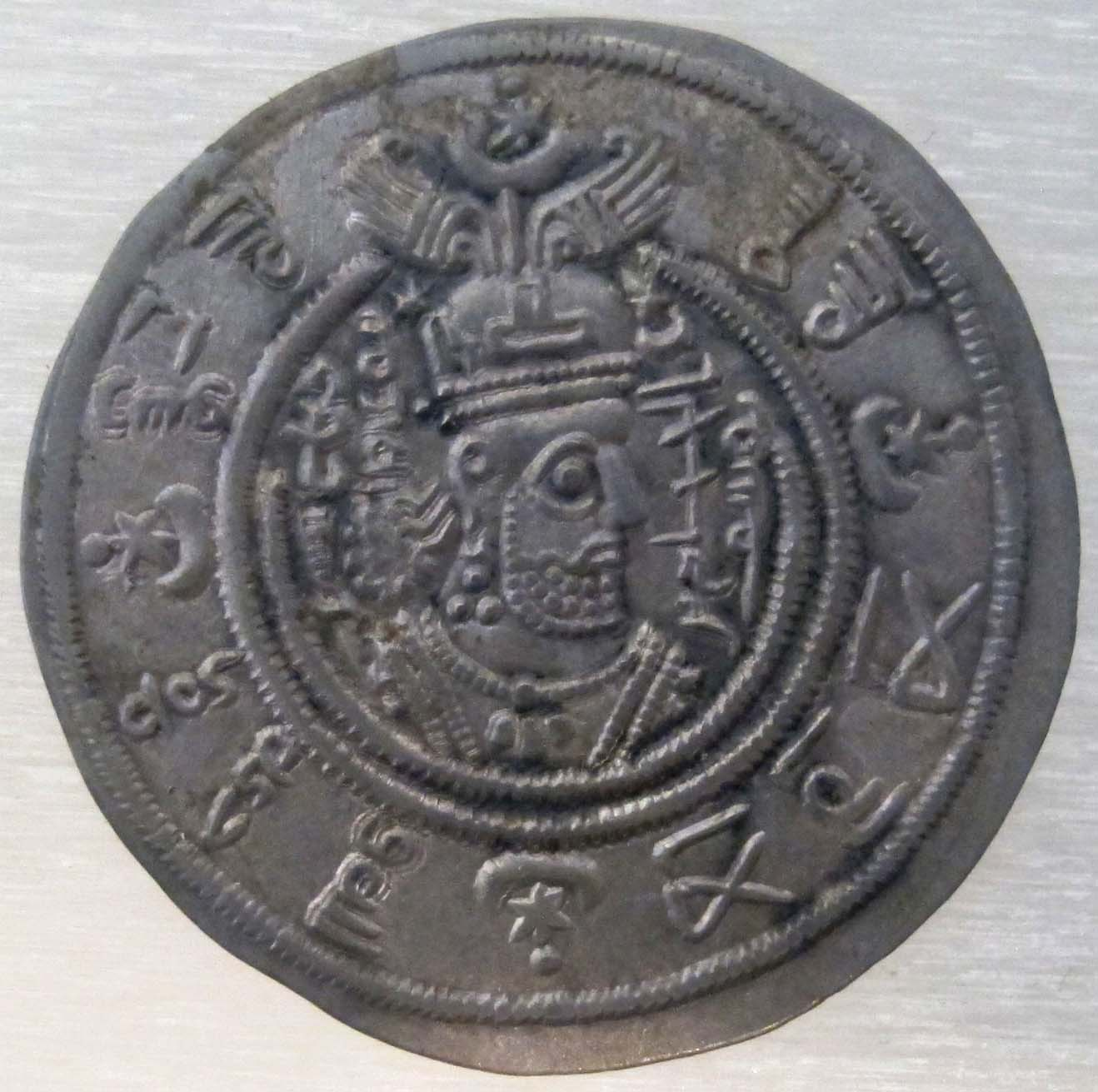

Hadjdjadj ibn Jusuf, född 661, död 714, var en arabisk statsman.
Hadjdjadj ibn Jusuf var de umayyadiska kaliferna Abd al-Maliks och Walid I:s trogne tjänare och starka stöd, intog 692 Mekka och dödade motkalifen Ibn az-Zubair och återställde därmed den politiska enheten inom islam. Från 694 till sin död var Hadjdjadj ibn Jusuf ståthållare i Irak och flera angränsande länder, kuvade en rad uppror mot umajjaderna och utförde organisatoriska storverk i sina provinser. Hadjdjadj har klandrats för sin stränghet men blivit berömd för rättvisa och vältalighet. Han var även verksam för det arabiska språkets renhet och en enhetlig korantext.